# E-loue
E-loue est une plateforme web permettant à des particuliers et professionnels de mettre en location ou de louer des objets à travers un système de paiement et de réservation en ligne active de 2009 à 2019.

## Histoire
La société est créée en 2009 par Alexandre Woog et Benoit Wojciechowski. 
En 2010, la société lève 500 000 euros de fonds. 
En 2014, une nouvelle levée de fonds permet de récupérer 2 millions d'euros.
En 2014, E-loue rachète la société Sejourning[réf. nécessaire].
En 2017 la société lance E-loue Express.
[Quand ?]La société E-loue a racheté son concurrent américain RentalCompare et s'est aussi implantée en Israël[réf. nécessaire].
Le 25 mai 2019, E-loue est placée en liquidation judiciaire.

## Acquisitions
La société a mis en place une stratégie de croissance externe[réf. nécessaire] et a annoncé entre novembre 2014 et avril 2015 avoir acquis différentes plateformes internet de location :
- Sejourning pour 3,5 millions d'euros selon les dires des dirigeants[9] ;
- Mamanlou racheté à Victoria Bletry[10] ;
- ContactNgo, location de camping cars ;
- Nautlidays[11] ;
- TocLoc[réf. souhaitée].

## Controverse
Lors d'un reportage consacré à la location de cadeaux de Noël, diffusé sur TF1 le 26 décembre 2014, l'un des clients d'E-loue interviewé est en fait le directeur commercial d'E-loue, d'après Arrêt sur images. D'autres cas de reportages truqués concernant E-loue ont été relevés sur France 5 en avril 2015 et fin 2011 avec des employés ou des proches de la société E-loue se faisant passer pour un client,,,.